# Penestae
Die Penestae (altgriechisch Πενέσται Penéstai) waren ein illyrischer Volksstamm im südlichen Illyrien. Ihr Siedlungsgebiet nannte man Penestia. Ihr Hauptort war Uscana. Daneben besaßen sie die Festungen von Oaeneum und Draudacum.

## Lokalisierung
Die Penestae waren die nördlichen Nachbarn der Dassareten. Im Osten verlief die Grenze zu Makedonien. Im Nordwesten und Westen lag das Gebiet der Labeaten. Im 4. Jahrhundert v. Chr. scheinen die Bathiatae die nordwestlichen Nachbarn der Penestae gewesen zu sein.
Aleksandar Stipčević (1989) lokalisierte die Penestae am Oberlauf des Schwarzen Drin nördlich des Ohridsees im heutigen Grenzgebiet zwischen Nordmazedonien und Albanien.